# El Rubio
El Rubio és una localitat de la província de Sevilla, Andalusia, Espanya. L'any 2005 tenia 3.584 habitants. La seva extensió superficial és de 21 km² i té una densitat de 170,7 hab/km². Les seves coordenades geogràfiques són 37° 21′ N, 4° 59′ O. Està situada a una altitud de 209 metres i a 102 kilòmetres de la capital de la província, Sevilla.

## Demografia
| 1996  | 1998  | 1999  | 2000  | 2001  | 2002  | 2003  | 2004  | 2005  |
| ----- | ----- | ----- | ----- | ----- | ----- | ----- | ----- | ----- |
| 3.702 | 3.710 | 3.702 | 3.719 | 3.700 | 3.654 | 3.622 | 3.586 | 3.584 |